# Bartłomiej Płonka
Bartłomiej Płonka (ur. 24 sierpnia 1897 w Dąbrówce Wielkiej, zm. 17 lipca 1965 tamże) – polski działacz polityczny i społeczny, powstaniec śląski, działacz plebiscytowy, poseł na Sejm Śląski III i IV kadencji.

## Życiorys
Urodził się w Dąbrówce Wielkiej – dziś będącej dzielnicą Piekar Śląskich. Organizował I powstanie śląskiego w powiecie bytomskim, natomiast podczas III powstania był dowódcą kompanii. Był prezesem Polskiego Komitetu Plebiscytowego w Dąbrówce Wielkiej. 
Po 1922 roku brał czynny udział w polskich organizacjach na terenie województwa śląskiego – m.in. był członkiem zarządu Narodowo-Chrześcijańskiego Zjednoczenie Pracy. W latach 30. członek Śląskiej Rady Wojewódzkiej oraz poseł na Sejm Śląski III i IV kadencji. W latach 1932–1935 był naczelnikiem gminy Szarlej, a w latach 1935-1939 naczelnikiem gminy Piekary Śląskie (po połączeniu Szarleja z Wielkimi Piekarami). 
We wrześniu 1939 roku brał udział w samoobronie Górnego Śląska, jak członek kompanii Jana Barona. Od 1940 roku żołnierz w Samodzielnej Brygadzie Strzelców Karpackich w Syrii. Później pełnił służbę w szpitalach wojskowych w Palestynie i Iraku.
Po powrocie do kraju działał w Związku Bojowników o Wolność i Demokrację.